# Moudeyres
Moudeyres is een gemeente in het Franse departement Haute-Loire (regio Auvergne-Rhône-Alpes) en telt 106 inwoners (2009). De plaats maakt deel uit van het arrondissement Le Puy-en-Velay.

## Geografie
De oppervlakte van Moudeyres bedraagt 9,3 km², de bevolkingsdichtheid is dus 11,4 inwoners per km².
De onderstaande kaart toont de ligging van Moudeyres met de belangrijkste infrastructuur en aangrenzende gemeenten.

## Demografie
Onderstaande figuur toont het verloop van het inwonertal (bron: INSEE-tellingen).